# Зерщиков, Корней Петрович
Корней Петрович Зерщиков (20 февраля 1924, хутор Арпачин — 1990) — участник Великой Отечественной войны, полный кавалер Ордена Славы.
Участвовал в Параде Победы в Москве на Красной площади в 1985 году.

## Биография
Родился в семье донского казака. Член КПСС с 1954 года. Окончил 8 классов. Был слесарем-инструментальщиком на Новочеркасском заводе электровозов.
В Красной Армии с 1943 года. На фронте в ВОВ с марта 1943. Разведчик 366-го стрелкового полка (126-я стрелковая дивизия, 2-я гв. армия, 4-й Украинский фронт) рядовой.
14 апреля 1944 в ходе нашего наступления в составе разведгруппы ворвался в город Саки (Крым), в уличном бою из автомата сразил 6 вражеских солдат и вместе с бойцами 4 захватил в плен. Продвигаясь вперед, подавил огневую точку противника. 26 апреля 1944 награждён Орденом Славы 3 степени.
Действуя в том же полку (дивизия и армия те же, 1-й Прибалтийский фронт), сержант. 6—10 октября 1944 близ города Кельме (Литва) в составе группы истребил 5 гитлеровцев, подавил пулеметную точку, захватил автомашину с военным имуществом и пленил 3 солдат. 21 декабря 1944 награждён Орденом Славы 2 степени.
Командир отделения взвода разведки тех же полка и дивизии (43-я армия, 3-й Белорусский фронт) сержант. 25 января 1945 в районе населенного пункта Гросс-Дрозден (Восточная Пруссия, ныне Журавлёвка Калининградская область) во главе разведгруппы проник в расположение противника, разведчики захватили в плен несколько гитлеровцев и свыше 10 уничтожили. 29 июня 1945 награждён Орденом Славы 1 степени.
В 1947 старшина Зерщиков демобилизован. Жил в городе Семикаракорск Ростовская область. Работал председателем райкома ДОСААФ, а затем начальником пожарной части. Умер в 1990 году.

## Награды
- Орден Красного Знамени (30.04.1945)[1]
- орден Отечественной войны I степени (11.03.1985)[2]
- орден Славы I степени(24.03.1945)[3]
- орден Славы II степени(21.12.1944)[4]
- орден Славы III степени (24.04.1944)[5]
  - медали, в том числе:
  - «За отвагу» (4.10.1943)[6]
  - «В ознаменование 100-летия со дня рождения Владимира Ильича Ленина» (6 апреля 1970)
  - «За победу над Германией в Великой Отечественной войне 1941—1945 гг.» (1945)[7]
  - «20 лет Победы в Великой Отечественной войне 1941—1945 гг.» (7 мая 1965[8])
  - «30 лет Победы в Великой Отечественной войне 1941—1945 гг.»[9]
  - Медаль «Сорок лет Победы в Великой Отечественной войне 1941—1945 гг.»[10]
  - «30 лет Советской Армии и Флота»[11]
  - «40 лет Вооружённых Сил СССР»[12]
  - «50 лет Вооружённых Сил СССР» (26 декабря 1967[13])
  - «60 лет Вооружённых Сил СССР» (28 января 1978[14])

- Знак «25 лет победы в Великой Отечественной войне» (1970)

## Память
В 2012 году в городе Семикаракорск была открыта памятная доска на доме в котором жил Корней Петрович. Честь открыть доску предоставили вдове Александре Федоровне Зерщиковой.